# Wilhelm Kreis

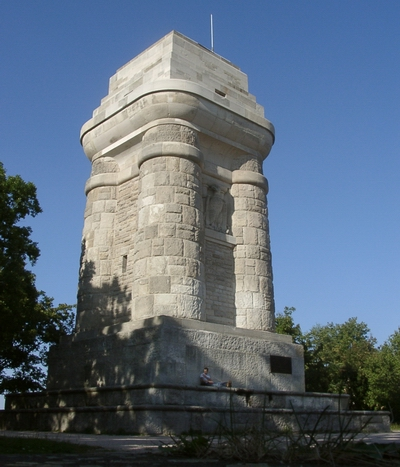
La Torre Bismarck en Stuttgart

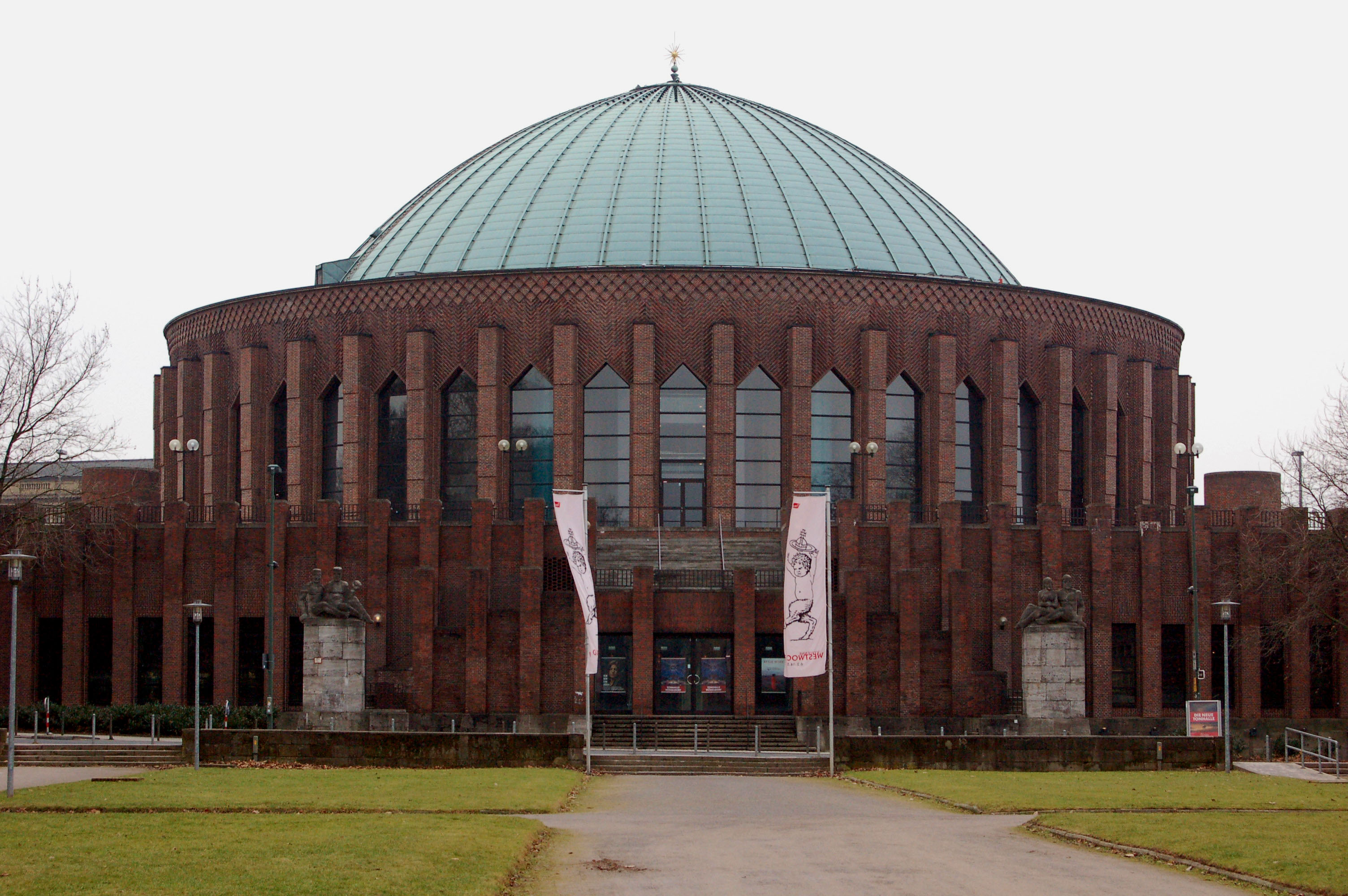
El Tonhalle de Düsseldorf

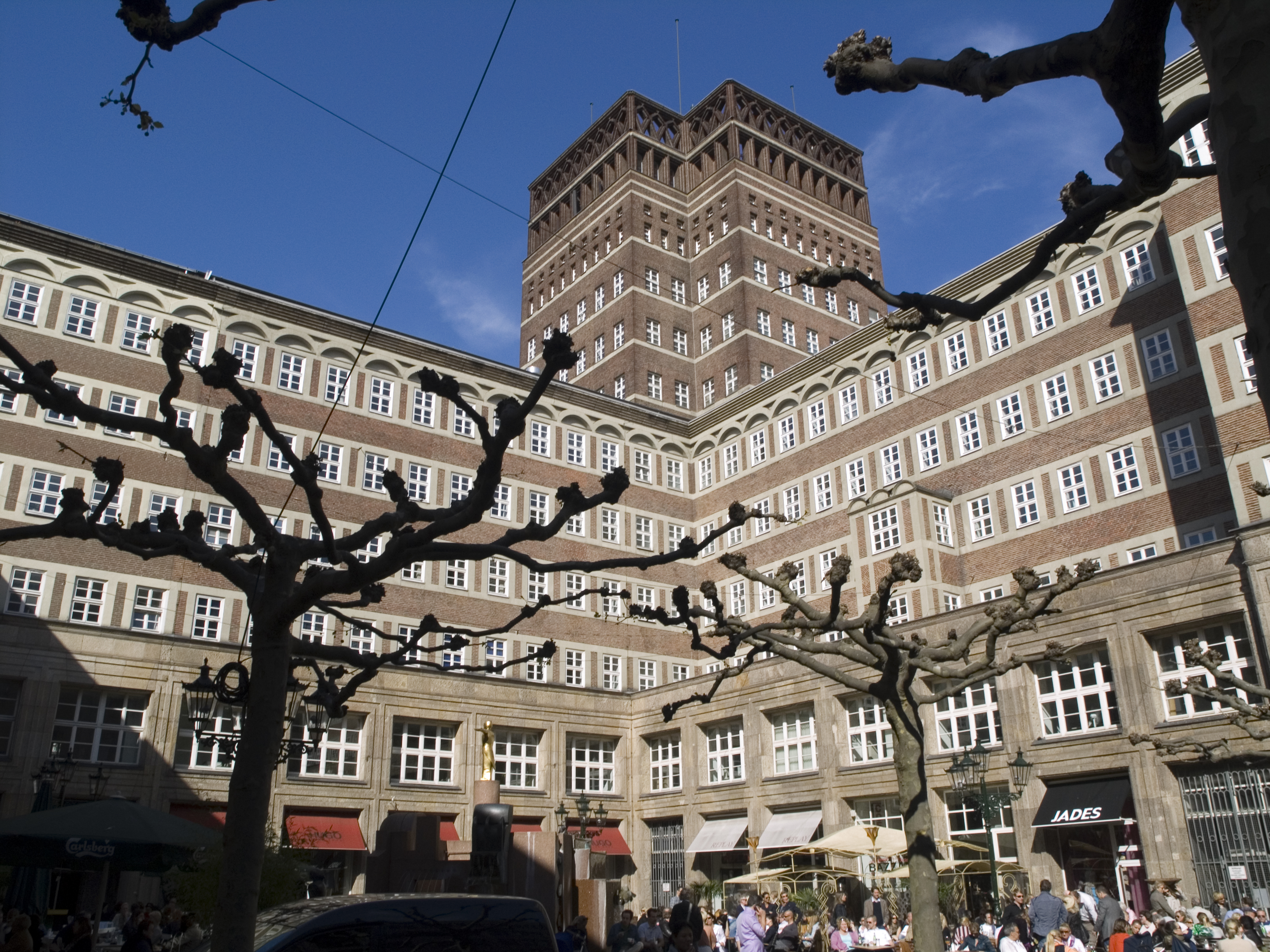
Casa William Marx

Wilhelm Kreis (17 de marzo de 1873 - 13 de agosto de 1955) fue un relevante arquitecto alemán y profesor activo durante varios tormentosos períodos políticos como la República de Weimar, el Tercer Reich y la República Federal de Alemania.

## Biografía
El sexto de nueve hermanos, Kreis nació en Eltville am Rhein en Hesse-Nassau. A principios del siglo XX diseñó importantes edificios como la Torre Bismarck, la casa de William Marx en Dresde y el Tonhalle de Düsseldorf. Opuesto a Walter Gropius, continuó en la línea conservadora de Heinrich Tessenow y Paul Bonatz.
Los nazis lo alejaron de la presidencia de la liga alemana de arquitectos (BDA) en 1933, pero desde 1936 trabajó con Albert Speer, en los proyectos de Dresde y Berlín. Kreis se convirtió en un ferviente nazi y fue incluido en la Gottbegnadeten-Liste en 1944.
Después de la guerra siguió trabajando. Antes de morir recibió la Orden del Mérito de la República Federal de Alemania.